# Vojtěch Luža
Vojtěch Boris Luža  (ur. 26 marca 1891 w Uherskim Brodzie, zm. 2 października 1944 w miejscowości Hříště, obecnie część miasta Přibyslav) – czeski generał.

## Biogram
Absolwent politechniki czeskiej w Brnie, gdzie studiował inżynierię elektrotechniczną.
W czasach I wojny światowej oficer Korpusu Czechosłowackiego w Rosji. W 1917 r. uczestnik bitwy pod Zborowem i 1918-1920 zastępca komendanta pułku.
W latach 1922–1923 studiował w Wyższej Szkole Wojskowej w Paryżu i awansował na stopień pułkownika. Potem działał w tych funkcjach – naczelnik wydziału operacyjnego sztabu głównego (1923-1929), dowódca brygady górskiej w Ružomberoku (1929-1932), komendant Wyższej Szkoły Wojskowej w Pradze (1932-1935), dowódca korpusu wojskowego w Trenčínie i Ołomuńcu (1935-1937) i ziemski dowódca wojskowy na Morawach i Śląsku (1937-1939). Z 1929 r. generał brygady i z 1934 r. generał dywizji.
W 1938 r. wystąpił głośno przeciw konferencji w Monachium i przyjęciu jej dyktatu. Za okupacji niemieckiej czołowy przedstawiciel czeskiego ruchu oporu na Morawach (organizacja Obrona Narodu), od września 1941 r. w podziemiu. W 1944 r. główny przedstawiciel wojskowy w organizacji Rada Trzech i w końcu uznany za dowódcę całego miejscowego ruchu oporu. W drodze do obozu partyzanckiego zginął w strzelaninie z czeskimi żandarmami. W odwecie za jego śmierć partyzanci rozstrzelali potem 4 z 5 żandarmów na posterunku.
Pod koniec wojny został pośmiertnie awansowany do stopnia generała armii.

## Odznaczenia
- Order Milana Rastislava Štefánika II Klasy – 1992, pośmiertnie[2]
- Krzyż Wojenny Czechosłowacki (1914-1918) – czterokrotnie
- Order Sokoła z mieczami
- Czechosłowacki Medal Rewolucyjny
- Czechosłowacki Medal Zwycięstwa 1918
- Krzyż Zasługi Ministra Obrony Republiki Czeskiej II Stopnia – 2004, pośmiertnie
- Oficer Orderu Legii Honorowej – Francja
- Krzyż Wojenny 1914-1918 – Francja
- Wielki Oficer Orderu Korony – 1936, Jugosławia
- Oficer Orderu Orła Białego – Serbia
- Komandor Orderu św. Sawy – Serbia
- Komandor Orderu Odrodzenia – Polska
- Order Świętej Anny III Klasy z mieczami – Rosja
- Order Świętego Włodzimierza IV Klasy z mieczami – Imperium Rosyjskie
- Komandor Orderu Gwiazdy – Rumunia
- Krzyż Zasługi Wojennej – Włochy